# Fardume träsk
Fardume träsk är en sjö i Gotlands kommun på Gotland.  Sjön avvattnas av vattendraget Bångå. Vid provfiske har bland annat abborre, gers, gädda och mört fångats i sjön.
Fardumeträsk är 3,5 km² stor och därmed Gotlands tredje största efter Bästeträsk och Tingstäde träsk. Den tillförs kalkmättat vatten från omgivningen, och kalken fälls ut i sjön som bleke som bildar mäktiga sedimentbankar på sjöns botten. Då sjön sänktes i slutet av 1800-talet och nu är mycket grund når blekebankarna på sina håll nästa upp till sjöns yta. Bladvass och ag täcker stora delar av sjöns yta.
Sjön har ett betydande fågelliv. I början av 1900-talet bedrev man en hänsynslös jakt på fåglarna här, men 1937 tog markägarna ett eget initiativ att fridlysa sjön. Knölsvan och skäggdopping, som först på 1930-talet kom till Gotland hade sina första häckningsplatser i Fardumeträsk. Även ovanligare arter förekommer även som den bruna kärrhöken och dvärgmåsen. Rördrommen har en av sina få fasta Gotlandslokaler.
Storholmen, sjöns enda ö är något så ovanligt som en högmosse bildad mitt ute i sjön.
Den är naturreservat. Ön täcks av ett stort antal mossarter och tallskog, liksom skvattram, kråkbär och tranbär. I sydvästra delen av sjön finns också de små holmarna Norrgårdholm och Blåbärsholm.
Den bästa överblicken över sjön har man från en tipp som ligger invid sjöns nordöstra strand. Fardume gård och ruinen efter ett medeltida stenhus, Fardume slott, ligger i närheten av observationsplatsen, där även en parkeringsplats finns.

## Delavrinningsområde
Fardume träsk ingår i delavrinningsområde (641120-168478) som SMHI kallar för Utloppet av Fardumeträsk. Avrinningsområdets medelhöjd är 24 meter över havet och ytan är 28,88 kvadratkilometer. Det finns inga delavrinningsområden uppströms utan avrinningsområdet är högsta punkten. Delavrinningsområdets utflöde Bångå mynnar i havet. Delavrinningsområdet består mestadels av skog (52 %) och jordbruk (30 %). Avrinningsområdet har 3,49 kvadratkilometer vattenytor vilket ger avrinningsområdet en sjöprocent på 12,1 %.

## Fisk
Vid provfiske har följande fisk fångats i sjön:
- Abborre
- Gärs
- Gädda
- Mört
- Ruda
- Sarv
- Sutare